# Beto Albuquerque
Luiz Roberto de Albuquerque (Passo Fundo, 6 de janeiro de 1963), conhecido como Beto Albuquerque, é um advogado e político brasileiro. É vice-presidente nacional de Relações Governamentais do PSB, presidente do diretório do partido no Rio Grande do Sul e secretário-geral da Coordenação Socialista Latino-Americana (CSL).
Foi deputado federal pelo PSB do Rio Grande do Sul por quatro mandatos consecutivos. No dia 19 de agosto de 2014, foi escolhido pelo PSB para ser o candidato a vice-presidente na chapa encabeçada por Marina Silva. A escolha foi oficializada em 20 de agosto. No 1º turno da eleição, ficou com 21% dos votos válidos, terminando em 3º lugar e não conseguindo ir para o 2º turno. Nas eleições 2018, Beto Albuquerque tentou ser o candidato mais votado do Rio Grande do Sul como Senador mas não conseguiu ser eleito ficando em terceiro lugar com a porcentagem de 16,23% dos votos.

## Família e origens
Beto Albuquerque é filho de Telmo Lopes de Albuquerque e Vanir Teresinha Turra de Albuquerque. Casado com Daniela, teve quatro filhos: Rafael, Pietro, Nina e Luca.
Começou a trabalhar aos 15 anos como funcionário da Companhia Zaffari. Com o pai, aprendeu mecânica e exerceu a profissão mesmo depois de ingressar na Faculdade de Direito da Universidade de Passo Fundo (UPF), pela qual se formou. Foi na universidade que Beto iniciou sua militância política presidindo o Diretório Acadêmico América Latina Livre, de 1984 a 1985 (durante curso de História), e o Diretório Central de Estudantes, em 1986. Dirigiu a Associação Passo-fundense de Defesa do Consumidor (Apadecon), de 1987 a 1990, e a Juventude Franciscana no Estado. Foi membro fundador do Movimento de Justiça e Direitos Humanos na região de Passo Fundo.

## Carreira política
Em 1988, Beto Albuquerque tentou uma vaga na Câmara Municipal de Passo Fundo. Foi um dos candidatos a vereador mais votados, mas não se elegeu por causa da legenda. Em 1990, concorreu pela primeira vez a deputado estadual no Rio Grande do Sul pelo Partido Socialista Brasileiro (PSB), eleito como o terceiro deputado mais votado pela aliança Frente Popular. Em 1994, reelegeu-se para a Assembleia Legislativa e em 1998 chegou à Câmara dos Deputados.
Em 1998, foi eleito deputado federal e logo em seguida foi convidado pelo então governador Olívio Dutra para integrar o secretariado do Estado. Exerceu o cargo de secretário Estadual dos Transportes de janeiro de 1999 até 5 de abril de 2002, quando então reassumiu o mandato na Câmara dos Deputados.
Em 2002, foi reeleito para mais um mandato na Câmara dos Deputados. Assumiu como membro titular da Comissão de Viação e Transportes (CVT). Em setembro de 2003, assumiu também o cargo de presidente da Frente Parlamentar em Defesa do Trânsito Seguro, integrada por 210 deputados federais. A convite do presidente Lula, tornou-se vice-líder do governo federal na Câmara dos Deputados em 2003, cargo no qual permaneceu até o final do mandato do presidente.
Desde 2003 foi apontado em pesquisa anual do Departamento Intersindical de Assessoria Parlamentar (DIAP) como um dos 100 parlamentares mais influentes do Congresso Nacional. Em 2006, o site Congresso em Foco também apontou Beto Albuquerque como um dos 25 parlamentares de melhor atuação. Em outubro do mesmo ano reelegeu-se deputado federal com 174.774 votos, 38,32% a mais que na eleição anterior.
A partir de 2007, passou a integrar o Parlamento do Mercosul, como membro titular, cargo que exerceu até o final de 2010, assim como o de presidente da Frente Parlamentar em Defesa do Trânsito Seguro. 
Em 2004, candidatou-se a prefeito de Porto Alegre, obtendo 24.588 votos (3,04%), ficando em 7º lugar entre 9 candidatos.
Em 2007, foi eleito o segundo melhor parlamentar do País, em pesquisa do site Congresso em Foco, na opinião de jornalistas e pelo voto popular na internet. Em 2008 e 2010, Beto foi novamente eleito pelos jornalistas um dos melhores parlamentares.
Em 2006, Beto teve três leis sancionadas pelo presidente Lula. Duas delas aprimoraram o Código de Trânsito Brasileiro (CTB) e outra concedeu ao município de Passo Fundo o título de Capital Nacional da Literatura. Em 2009 foi sancionada a lei de sua autoria que instituiu a Semana de Mobilização Nacional para Doação de Medula Óssea — de 14 a 21 de dezembro e, em 2010, a lei que criou o Fundo Nacional do Idoso.  Neste ano, teve mais uma lei aprovada, a que concede a São Leopoldo o título de Berço da Colonização Alemã no Brasil.
Em 2010, Beto Albuquerque foi reeleito para o quarto mandato consecutivo, com 200.476 votos. Atendendo convocação do governador eleito Tarso Genro, Beto se licenciou para assumir a Secretaria de Infraestrutura e Logística do Rio Grande do Sul, função que exerceu até dezembro de 2012, quando reassumiu seu mandato na Câmara dos Deputados.
Em janeiro de 2013, Beto foi eleito por aclamação líder do PSB na Câmara dos Deputados. Em março foi conduzido à presidência do PSB no Rio Grande do Sul.
Em janeiro de 2014, Beto foi reconduzido, por consenso, à Liderança do PSB na Câmara para exercício do ano de 2014.
Em agosto de 2014, após a morte do presidenciável Eduardo Campos, Beto Albuquerque foi escolhido como candidato a vice-presidência, juntamente com a candidatura de Marina Silva à presidência da República. No dia 5 de outubro, ele e Marina Silva ficaram em terceiro lugar no primeiro turno com mais de 22 milhões de votos.

## Desempenho em eleições
| Ano  | Eleição                        | Candidato a       | Partido | Coligação                                                              | Votos      | Resultado  |
| ---- | ------------------------------ | ----------------- | ------- | ---------------------------------------------------------------------- | ---------- | ---------- |
| 1988 | Municipal de Passo Fundo       | Vereador          | PSB     | Frente Popular (PSB, PCdoB)                                            | 1.313      | Não eleito |
| 1990 | Estaduais no Rio Grande do Sul | Deputado Estadual | PSB     | Frente Popular Gaúcha (PSB, PT, PCB)                                   | 11.806     | Eleito     |
| 1994 | Estaduais no Rio Grande do Sul | Deputado Federal  | PSB     | Frente Popular (PSB, PT, PPS, PV, PCdoB, PCB, PSTU)                    | 34.251     | Eleito     |
| 1998 | Estaduais no Rio Grande do Sul | Deputado Federal  | PSB     | Frente Popular (PSB, PT, PCdoB, PCB)                                   | 80.587     | Eleito     |
| 2002 | Estaduais no Rio Grande do Sul | Deputado Federal  | PSB     | sem coligação proporcional                                             | 126.354    | Eleito     |
| 2004 | Municipal de Porto Alegre      | Prefeito          | PSB     | Porto Alegre de Cara Nova (PSB, PSC)                                   | 24.588     | Não eleito |
| 2006 | Estaduais no Rio Grande do Sul | Deputado Federal  | PSB     | sem coligação proporcional                                             | 174.774    | Eleito     |
| 2010 | Estaduais no Rio Grande do Sul | Deputado Federal  | PSB     | Unidade pelo Rio Grande (PSB, PCdoB, PR)                               | 200.476    | Eleito     |
| 2014 | Presidencial no Brasil         | Vice-presidente   | PSB     | Unidos pelo Brasil (PSB, PPS, PSL, PHS, PPL, PRP)                      | 22.176.619 | Não eleito |
| 2018 | Estaduais no Rio Grande do Sul | Senador           | PSB     | Unidade pelo Rio Grande (PSB, MDB, PSD, PR, PSC, PATRI, PMN, PRP, PTC) | 1.713.792  | Não eleito |